# Isaac Johsua
Isaac Johsua, né le 26 novembre 1939 à Alexandrie (Égypte) et mort le 26 décembre 2022 à Paris, est un économiste marxiste français, spécialiste de l’étude des crises du capitalisme. Il était membre du Conseil scientifique d’Attac.

## Biographie

### Jeunesse et formation
Né à Alexandrie, il est expulsé d’Égypte avec sa famille au lendemain de l’expédition militaire de Suez, en 1956.
En France, il suit des études de sciences économiques et, parallèlement, suit les cours de l’Institut d’études politiques de Paris, dont il est diplômé en 1960.
Adhérent de l’Union des étudiants communistes (UEC), puis du PCF, il suit le séminaire de Charles Bettelheim à l’École pratique des hautes études.

### Parcours professionnel
Il travaille ensuite comme économiste à Cuba de 1964 à 1967, d’abord au service de planification prospective du ministère de l’Industrie (dirigé par Che Guevara), puis comme enseignant d’économie à l’Université de La Havane. Pendant cette période, il est amené à collaborer à plusieurs reprises avec Charles Bettelheim lorsque celui-ci fait ses voyages d’étude à Cuba.
De retour à Paris, il rompt avec le PCF et adhère à la Jeunesse communiste révolutionnaire (JCR), aux côtés d’Alain Krivine. Son frère Samuel Johsua est le cofondateur du Mouvement du 11 mai à Marseille et a comme lui participé activement au soulèvement de mai-juin 1968, au cours duquel Isaac Johsua est emprisonné à la Santé pour « reconstitution de ligue dissoute ».
Libéré, il s’oppose au projet d’adhésion de la JCR à la IVe Internationale. La rupture intervient en 1971 et il contribue alors à la fondation de Révolution ! avec Henri Maler et son frère Samuel Johsua. Cette organisation, qui se développe rapidement, est emportée par le reflux de la fin des années 1970.
Nommé assistant en sciences économiques à l’université Paris-Dauphine, il soutient sa thèse sur « L’hypothèse productiviste : Le test médiéval » en 1986. Il est ensuite nommé maître de conférences en sciences économiques à l’université Paris XI (Orsay). Son premier ouvrage se situe dans le prolongement de sa thèse (La Face cachée du Moyen Âge. Les premiers pas du capital). Il se consacre ensuite à l’étude des crises du capitalisme, et publie plusieurs livres sur ce thème.

## Ouvrages
- La Face cachée du Moyen Âge. Les premiers pas du capital,  éd. La Brèche, 377 pages, 1988.
- La Crise de 1929 et l’émergence américaine, PUF, coll. Actuel Marx Confrontation, 310 pages, 1999.
- Contribution à l’ouvrage collectif Les Retraites au péril du libéralisme, coordonnateurs Pierre Khalfa et Pierre-Yves Chanu,  éd. Syllepse, 1re, 2e et 3e éditions 1999, 2000 et 2002.
- Contribution à l’ouvrage collectif Crises structurelles et financières du capitalisme au XXe siècle,  éd. Syllepse, 2001.
- Le Grand Tournant. Une interrogation sur l’avenir du capital, PUF, coll. Actuel Marx Confrontation, 117 pages, 2003.
- Contribution à l’ouvrage collectif Le Socialisme de marché à la croisée des chemins, sous la direction de Tony Andréani, Le Temps des Cerises, 2003.
- Une trajectoire du capital. De la crise de 1929 à celle de la nouvelle économie,  éd. Syllepse, 2006.
- La Grande Crise du XXIe siècle. Une analyse marxiste,  éd. La Découverte, 2009.
- La Révolution selon Karl Marx,  éd. Page 2, 2012.